# الكرامة (دير الزور)
الكرامة قرية سورية تتبع ناحية ذيبان في منطقة الميادين في محافظة دير الزور. بلغ عدد سكانها 5138 نسمة في عام 2004 حسب إحصاء المكتب المركزي للإحصاء.